# Fernando Espino
Fernando Espino, OFM (Ciudad Antigua-Nueva Segovia, entre 1597 y 1600-f. 1676) fue un religioso franciscano, descendiente de una familia canaria fue el primer sacerdote predicador criollo natural de Ciudad Antigua, Nueva Segovia en la actual Nicaragua. Es el primer nicaragüense del que se tiene noticia que ingresó en la Orden de San Francisco, el primero en llegar a ser provincial en una Orden religiosa y el primero en llevar libros a la imprenta.
Fue maestro de novicios y confesor de San Pedro de Betancur en el Convento de San Francisco en la Antigua Guatemala, donde fue prior, custodio de la Provincia franciscana del Santísimo Nombre de Jesús en Guatemala y comisario apostólico de la Reducción de los indios Xicaques de la Taguzgalpa o Taguisgalpa.

## En Guatemala
Vistió el hábito de San Francisco en el año 1626, en Guatemala.
Fue electo comisario apostólico y visitador de la Orden terciaria el 23 de febrero de 1647.
Impulsó la reconstrucción en 1655 de la Ermita El Calvario, dando ejemplo como obrero cargador de los materiales de construcción.
En el Reino de Guatemala fue el Custodio de la Provincia del Santísimo Nombre de Jesús y Superior del Convento de San Francisco; el Santo Hermano Pedro de San José Betancur le tomó como confesor.

## Misionero
Estando Fray Fernando en Guatemala llegaron a él dos indios conversos a pedir el favor de ir a evangelizar, Pantasma y Paraka diciendo:

Padre, pues, ¿no decís que los que no están bautizados se van al infierno, lugar de fuego y habitación de demonios? Mira, que si no vas a echar al Cielo, donde está nuestro Dios que nos crio, a nuestros padres y parientes, que te castigará Dios si mueren aquellos sin bautismo.

Ante la petición de los indios, Espino le comunicó dicha petición a los frailes Francisco Meneses, Definidor, y Miguel de Córdova, vicario, quienes le encargaron la de los infieles de Nueva Segovia; según las crónicas ocho días después murieron los indios en la enfermería del convento en Guatemala. Partió a su tierra en misión en compañía del Predicador, Fray Pedro de Ovalle.
En el transcurso de su viaje evangelizó Santa María en el Valle de Jamastrán, al Oriente de Danlí, Honduras, fundó el pueblo de San Buenaventura, catequizó y bautizó.

Hìceles sus casillas y milpas de maíz, los circunvecinos de allí, que son españoles, mulatos e indios que están en tres valles que se llaman Jalapa, Cuscateca y Jamastràn; acudían a oír misa, porque raras veces la oyen por estar muy lejos su cura…. Casé a indios cristianos antiguos con indias recién convertidas, y a la contra, indias cristianas antiguas con indios recién bautizados…; hice la Semana Santa y celebré los Oficios Divinos.

Siguiendo su viaje llegó a Zamorano «fatigado y casi muerto» pasando por Trujillo y Taguisgalpa.
Los padres Fray Cristóbal Martínez, sacerdote; Fray Benito de San Francisco, sacerdote y Fray Juan de Baena, enfermero lego, fueron muertos y martirizados en Olancho por infieles llegados de otros lados y recién conversos.

Los recién convertidos hicieron una olla grande o carnero, y con los ornamentos y vestidos los metieron allí.

Seis u ocho meses después de sus muertes el gobernador de Honduras, Juan de Miranda, trasladó sus cuerpos a Trujillo.
En su crónica Fernando Espino describe la muerte de los frailes Esteban Berdelete y Juan de Monteagudo, martirizados y comidos por los indios Caribes. En Jalapa camino a la Ciudad de la Nueva Segovia predicó, confesó  y bautizó a niños de los indios cristianos.

## Sus escritos
En Taguisgalpa escribió una doctrina para los indios de la región en el idioma de ellos. Escribió canciones a los indios Xicaques en su lengua natal.
- Relación verdadera de la reducción de los indios infieles de la provincia de la Taguisgalpa llamados Xicaques,[10] publicado en la Ciudad de Guatemala (1674).[n. 1]

Murió en fecha incierta, a finales de 1676, teniendo entre 76 y 79 años de edad, siendo un «septuagenario mayor».